# Oh Lady Mary
Singles de David Alexandre Winter
Vole s'envole
(1969)
Oh Lady Mary est l'adaptation en français de la chanson Samanyolu écrite par l'auteur-compositeur turc Metin Bükey (tr) et interprétée par le chanteur Berkant (en) en 1967.
Elle est adaptée en français en 1968 par Patricia Carli et Léo Missir, avec la version la plus populaire interprétée par David Alexandre Winter, sortie en super 45 tours et parue sur son album éponyme en 1968 et sortie en 45 tours simple en 1969.

## Liste des titres
| A. | Oh Lady Mary             | Metin Bükey (tr), Patricia Carli, Léo Missir | 2:54 |
| B. | Qu'est-ce que j'ai dansé | Gamble et Huff, Pierre Saka                  | 2:28 |

| A1. | Oh Lady Mary                                 | Gianfranco Baldazzi, Sergio Bardotti, Lucio Dalla | 2:54 |
| A2. | La Prière                                    | Claude Righi, Jean-Pierre Morlane                 | 2:23 |
| B1. | Ne ferme pas tes yeux, ne ferme pas ton cœur | Godefroy Liberi                                   | 2:32 |
| B2. | Qu'est-ce que j'ai dansé                     | Gamble et Huff, Pierre Saka                       | 2:28 |

## Reprises
En 1969, Oh Lady Mary a également été reprise avec succès en italien par la chanteuse Dalida et en allemand par le chanteur de schlager Peter Alexander. La version de Dalida s'est positionnée à la 8e position du classement des ventes de singles en Italie en 1969.
Au Québec, la version française est reprise par le chanteur québécois Jean Nichol.

## Classements et certifications

### Version de David-Alexandre Winter
| Classement (1969)                       | Meilleure position |
| --------------------------------------- | ------------------ |
| Autriche (Ö3 Austria Top 40)            | 15                 |
| Belgique (Wallonie Ultratop 50 Singles) | 1                  |
| France (CIDD)                           | 1                  |
| Italie (Musica e dischi)                | 5                  |
| Pays-Bas (Nederlandse Top 40)           | 5                  |
| Pays-Bas (Nationale Hitparade)          | 7                  |
| Portugal                                | 3                  |
| Québec (Palmarès francophone)           | 1                  |
| Turquie (Hey Top 40)                    | 10                 |

| Classement (1969)             | Meilleure position |
| ----------------------------- | ------------------ |
| France (ventes 45 tours)      | 2                  |
| Italie (Musica e dischi)      | 27                 |
| Pays-Bas (Nederlandse Top 40) | 62                 |

#### Certification
| Pays                                                             | Certification | Ventes certifiées |
| ---------------------------------------------------------------- | ------------- | ----------------- |
| France (SNEP)                                                    | Or            | 500 000*          |
| *Ventes selon la certification xNon précisé par la certification |               |                   |

| Classement hebdomadaire (1969) | Meilleure position |
| ------------------------------ | ------------------ |
| Allemagne (GfK Entertainment)  | 5                  |
| Autriche (Ö3 Austria Top 40)   | 7                  |

| Classement hebdomadaire (1969) | Meilleure position |
| ------------------------------ | ------------------ |
| Italie (Musica e dischi)       | 8                  |

## Historique de sortie
| Pays        | Date | Format                   | Label   |
| ----------- | ---- | ------------------------ | ------- |
| Allemagne   | 1969 | 45 tours                 | Riviera |
| Canada      | 1969 | 45 tours                 | Riviera |
| Espagne     | 1969 | 45 tours                 | Riviera |
| France,     | 1969 | 45 tours, super 45 tours | Riviera |
| Italie      | 1969 | 45 tours                 | Riviera |
| Liban       | 1968 | 45 tours                 | SLD     |
| Portugal    | 1968 | 45 tours                 | Barclay |
| Pays-Bas    | 1969 | 45 tours                 | Riviera |
| Royaume-Uni | 1969 | 45 tours                 | Riviera |
| Turquie     | 1968 | 45 tours                 | Riviera |